# Сєверово
Сє́верово (рос. Северово) — присілок у складі Подольського міського округу Московської області, Росія.

## Населення
Населення — 299 осіб (2010; 155 у 2002).
Національний склад (станом на 2002 рік):
- росіяни — 91 %